# Cabana d'Estall Serrer
La Cabana d'Estall Serrer è un bivacco alpino che si trova nella Parrocchia di Escaldes-Engordany a 2.435 m d'altezza.